# Cooyoo australis
Cooyoo australis — примітивний  іхтіодектид, знайдений у  крейдяних ярусах Квінсленда, Австралія. Як і більшість інших іхтіодектидів, він живився дрібною рибою.